# Strzelce (gmina w guberni lubelskiej)
Strzelce (od 1877 Białopole) – dawna gmina wiejska istniejąca w XIX wieku w guberni lubelskiej. Siedzibą władz gminy były Strzelce.
Za Królestwa Polskiego gmina Strzelce należała do powiatu hrubieszowskiego w guberni lubelskiej. Jednostka należała do sądu gminnego okręgu I w Jarosławcu. 
Gmina została zniesiona w 1877 roku przez przemianowanie na gmina Białopole z siedzibą w Białopolu.